# The Swimming Hole
The Swimming Hole é uma pintura do artista americano Thomas Eakins datada de 1884-1885 na coleção do Museu Amon Carter, em Fort Worth, Texas. Executado em óleo sobre tela, retrata seis homens pelados nadando em um lago e é considerada uma obra-prima da pintura americana. De acordo com o historiador de arte Doreen Bolger é “provavelmente a maior rendição à figura do nu de Eakins” e tem sido chamado “a mais finamente desenhada imagem externa”. Desde a Renascença, o corpo humano tem sido a base do treinamento do artista e o mais desafiante assunto de retratar na arte, e o nu era a peça central do programa de ensino de Eakins na Pennsylvania Academy of the Fine Arts.

## Leituras adicionais
- BOLGER, Doreen et al. Thomas Eakins and the Swimming Picture. [S.l.]: Amon Carter Museum, 1996. Disponível em: <http://findarticles.com/p/articles/mi_m1026/is_n3_v145/ai_15216356/pg_1>. Acesso em: 22 out. 2013.
- GOODRICH, Lloyd. Thomas Eakins. [S.l.]: Harvard University Press, 1982. V. 1.
- SEWELL, Darrel. Thomas Eakins: artist of Philadelphia. Philadelphia: Philadelphia Museum of Art, 1982. P. 12.